# Batu Horing
Batu Horing is een bestuurslaag in het regentschap Tapanuli Selatan van de provincie Noord-Sumatra, Indonesië. Batu Horing telt 1908 inwoners (volkstelling 2010).